# Litopon
Litopon – biały pigment nieorganiczny z niebieskawym odcieniem, o dobrym kryciu. Mieszanina siarczku cynku i siarczanu baru. Wprowadzony do handlu ok. roku 1880.
Stosowany w szpachlówkach i farbach olejnych, pokostowych, graficznych, jako wypełniacz oraz bezpośrednia substancja barwiąca, w papiernictwie, przemyśle gumowym, do wyrobu cerat, linoleum, bakelitu, celuloidu. Farby litoponowe są przeciętnej jakości.

## Otrzymywanie
Litopon otrzymuje się w reakcji siarczanu cynku z siarczkiem baru:
ZnSO
4 + BaS  →  ZnS + BaSO
4

## Produkcja w Polsce
Jeszcze w XIX w. wytwarzany był przez Zrzeszenie Fabryk Chemicznych „Silesia” w Żarowie. W latach PRL-u produkowany był także przez Zakłady Chemiczne „Tarnowskie Góry”. Produkowany był w dwóch gatunkach: Litopon 30 zawierający co najmniej 29% siarczku cynku oraz Litopon 60 zawierający co najmniej 59% siarczku cynku. Litopon jest pigmentem o stosunkowo słabej odporności na światło, wykazuje tendencję do kredowania i brak odporności na działanie kwasów. Siła krycia litoponu zależy od zawartości siarczku cynku. W wyrobach malarskich znajdował zastosowanie tylko Litopon 30. Obecnie nie stosowany w produkcji farb.